# 拉特利奇 (喬治亞州)
拉特利奇（英語：Rutledge）是一個位於美國喬治亞州摩根縣的城市。

## 地理
拉特利奇的座標為33°37′33″N 83°36′39″W / 33.62583°N 83.61083°W，而該地的平均海拔高度為217米（即712英尺）。

## 人口
根據2010年美國人口普查的數據，拉特利奇的面積為8.50平方千米，當中陸地面積為8.50平方千米，而水域面積為0.00平方千米。當地共有人口781人，而人口密度為每平方千米91.88人。